# Liste der Äbte von Michaelbeuern
Die folgenden Personen waren Äbte des Klosters Michaelbeuern:
- Werigand (1072–1100)
- Trunto (1100–1141)
- Pilgrim (1141–1142)
- Heinrich I. (1142–1161)
- Walther (1161–1190)
- Leopold (1190–1207)
- Friedrich I. (1207–1217)
- Heinrich II. (1217–1224)
- Berthold (1224–1229)
- Konrad I. (1230–1258)
- Friedrich II. (1258–1267)
- Heinrich III. (1267–1283)
- Otto (1283–1293)
- Ulrich I. (1293–1302)
- Albert I. (1303–1322)
- Vitalis (1322–1331)
- Konrad II. (1331–1353)
- Markwart (1353–1365)
- Heinrich IV. (1365–1392)
- Nikolaus I. (1392–1406)
- Tybold Aufheimer (1406–1418)
- Ulrich II. von Haunsberg (1418–1440)
- Georg Liebenknecht (1440–1472)
- Ulrich III. Slipfinger (1473–1475)
- Albert II. Herzog (1476)
- Petrus I. Haban (1476–1477)
- Benedikt (1477–1483)
- Jakob Vachl (1483–1497)
- Erasmus Holzmann (1497–1506)
- Bernhard (1506–1517)
- Placidus I. (1517–1518)
- Wolfgang I. Nagel (1518–1531)
- Maurus I. (1531–1541)
- Emmeram Mayrhofer (1548–1566)
- Johannes Süß (1567–1580)
- Martin I. Hattinger (1581–1584) (danach Abt von Sankt Peter)
- Wolfgang II. Burger (1585–1592)
- Ulrich IV. Hofbauer (1614–1626)
- Lambert Pichler (1627–1637)
- Michael Trometer (1637–1676)
- Ämilian Sengmüller (1676–1696)
- Josef I. Miller (1696–1713)
- Placidus II. Maderer (1713–1731)
- Martin II. Dorner (1731–1765)
- Anton Moser (1765–1783)
- Nikolaus II. Hofmann (1783–1803)
- Nikolaus III. Achatz (1803–1849)
- Nikolaus IV. Thalhammer (1857–1876)
- Friedrich III. Königsberger (1876–1905)
- Wolfgang III. Stockhammer (1905–1919)
- Josef II. Müller (1919–1923)
- Petrus II. Weindl (1924–1933)
- Maurus II. Riha (1933–1969)
- Roman Hinterhöller (1969–1982)
- Nikolaus V. Wagner (1982–2006)
- Johannes II. Perkmann (seit 2006), seit 2017 auch Abtpräses der Österreichischen Benediktinerkongregation